# ويسلي هوديت
ويسلي هوديت (بالهولندية: Wesley Hoedt)‏ (6 مارس 1994 ألكمار هولندا - ) هو لاعب كرة قدم هولندي، يلعب كمدافع.

## مسيرته الكروية
لعب ويسلي هوديت خلال مسيرته الاحترافية مع 5 أندية في ثمانية مواسم وسجل خلالها 4 أهداف ضمن 145 مباراة. ولم يفز بأي موسم بالكأس أو بالدوري.
خاض ويسلي هوديت مسيرته مع نادي إي زد ألكمار في موسم 2013–14 ولمدة موسمين، مشاركًا في 25 مباراة سجل خلالها هدفين. ثم انتقل إلى نادي لاتسيو في موسم 2015–16 ولمدة موسمين، حيث شارك في 48 مباراة سجل خلالها هدفين أيضًا. لينتقل بعدها إلى نادي ساوثهامبتون في موسم 2017–18 ولمدة موسمين، مشاركًا في 41 مباراة ولم يسجل أي هدف. ثم انتقل إلى نادي سيلتا فيغو في موسم 2018–19 لمدة موسم واحد، مشاركًا في 10 مباريات ولم يسجل أي هدف أيضًا. هذا وانتقل لاحقًا إلى نادي رويال أنتويرب في موسم 2019–20 لمدة موسم واحد، مشاركًا في 21 مباراة ولم يسجل أي هدف أيضًا.

## وصلات خارجية
ويسلي هوديت على موقع الاتحاد الأوربي (الإنجليزية)
- ويسلي هوديت على موقع قاعدة بيانات كرة القدم.إي يو (الإنجليزية)
- ويسلي هوديت على موقع ناشيونال فوتبول تيمز (الإنجليزية)
- ويسلي هوديت على موقع Soccerbase.com (لاعب) (الإنجليزية)
- ويسلي هوديت على موقع Soccerway.com (الإنجليزية)
- ويسلي هوديت على موقع عالم كرة القدم.نت (الإنجليزية)
- ويسلي هوديت على موقع AS.com (الإسبانية)